# Брено Боржес
Брено (нім. Breno Vinicius Rodrigues Borges; * 13 жовтня 1989 року, Крузейру, Бразилія) — бразильський футболіст, центральний захисник, бронзовий призер Олімпійських ігор 2008 року у складі збірної Бразилії.

## Досягнення
- Чемпіонат Бразилії:
  - Чемпіон: 2007 ( Сан-Паулу)
- Чемпіонат Німеччини:
  - Чемпіон: 2007—08 (Баварія)
- Кубок Німеччини
  - Володар кубка: 2008 (Баварія)
- Олімпійські ігри
  - Бронзовий призер Олімпійських ігор 2008